# Jalta.nl
Jalta.nl of simpelweg Jalta is een Nederlandstalig online lifestyle-magazine, voorheen een opiniemagazine van rechtse signatuur, dat de slogan "The Right Story" voerde.

## Geschiedenis
De naam verwijst naar de Conferentie van Jalta (februari 1945), waar botsende belangen speelden van West en Oost. Anno 2014 zou dit ook weer het geval zijn geweest en de oprichters Joshua Livestro (eerder al oprichter van De Dagelijkse Standaard) en Annabel Nanninga (eerder werkzaam voor GeenStijl) zeiden met Jalta.nl 'de waarden van het Westen voorwaarts te willen verdedigen tegen het dictatoriale sofisme van Poetin en Erdogan en de openlijke minachting van de fundamentalisten (van IS)'. Het plan was om te starten met 5.000 abonnees en daarmee verder te groeien.
In september 2015 schreef Boudewijn Geels van Villamedia Magazine dat het politieke klimaat gunstig was voor een rechts blog, maar dat Jalta (waar ook "vrijdenkers" die 'niet per se 'rechts' zijn' voor schrijven) hier matig op in wist te spelen door haar bedrijfsmodel; de betaalmuur hield veel potentiële lezers weg. Bert Brussen van ThePostOnline (TPO) zei in april 2015 ook dat 'betaalsites als Jalta en De Correspondent volgens mij geen verdienmodel' zijn op de langere termijn, maar Geels merkte op dat het bij de laatste wel werkte en dus mogelijk was. In juni 2016 ging de redactie uiteindelijk overstag: de betaalmuur werd opgeheven en men stapte over op een donateursmodel via de Stichting Jalta. De kernredactie was met 6 leden iets kleiner dan bij de oprichting en werd ondersteund door 20 à 21 medewerkers, die destijds samen dagelijks 2-3 nieuwe artikelen publiceerden.
Nanninga stapte in december 2015 over naar TPO, zij werd als adjunct-hoofdredacteur vervangen door Esther Voet (eerder hoofdredacteur bij Nieuw Israëlietisch Weekblad), die later gewoon columnist werd en de functie van adjunct enige tijd vacant liet. In juli 2016 omschreef Voet Jalta.nl als 'een ruimte voor verschillende meningen, rechts van D66' en dat er daarmee 'tegenwicht wordt geboden tegen initiatieven als Joop.nl en De Correspondent'. Zij en Bart Schut vertrokken echter na een incident met Livestro. Met het vertrek van deze religieus conservatieve stemmen werd de toon van Jalta wat minder rechts. Na de redactionele herschikking noemde Livesto de gevaarlijkste ontwikkeling van de eerste helft van 2016 “het overwaaien van argumenten van extreem-links (anti-globalisering, anti-vrijhandel, anti-NAVO, anti-EU) naar het rechterkamp”, die hij met Jalta “strijdbaar” wilde aanpakken, “al zullen onze argumenten bij voorkeur wel rustig en feitelijk worden gebracht”.
De nieuwe adjunct-hoofdredacteur Ewout Klei (eerder redacteur bij De Vrijdenker) vatte de positie van de opiniesite in januari 2017 als volgt samen: "Jalta verdedigt met de pen de democratische rechtsstaat tegen zijn vijanden. Vanzelfsprekend zijn terroristen onze vijanden, maar dit zijn ook rechtsextremisten die met beroep op het verdedigen van de Westerse beschaving deze om zeep willen helpen. Hét fundament van onze Westerse beschaving is niet de zogenaamde joods-christelijke cultuur – hoewel positieve elementen uit het christendom en Jodendom onze beschaving zeker hebben gevormd – maar de Verlichting."
In juni 2017 nam Livestro stelling tegen wat hij het 'ondergangsdenken' noemde, dat in 2016 in rechtse kringen sterk opkwam. Dit werd gepropageerd door rechtse opiniemakers, waaronder enkele van zijn voormalige Jalta-werknemers die sinds 2015 zouden zijn geradicaliseerd. Hun verhaal is dat de westerse beschaving en bevolking ten onder zullen gaan aan massa-immigratie, die georganiseerd wordt door een samenzwering van 'de elite', en dat dit doemscenario enkel kan worden voorkomen door gewelddadige tegenactie. Livestro kenschetste dit als een 'gevaarlijk post-rationeel, racistisch discours' vol 'schimmige samenzweringsverhalen en alles verklarende waandenkbeelden'. 'Zo kan het niet langer: deze denkbeelden zijn onaanvaardbaar, ze moeten dus worden bestreden,' besloot hij.
In 2020 werd Jalta omgevormd tot een lifestyle-magazine. 

## Redactie

### Kernredactie
- Joshua Livestro (hoofdredacteur)[12]
- Ewout Klei (adjunct-hoofdredacteur)[12]

### Bekende (oud-)medewerkers
- Thierry Baudet[8]
- Bart Jan Spruyt[12]
- Grimbert Rost van Tonningen[12]
- Frits Bolkestein[8]
- Jan van Ewijk[12]
- Nausicaa Marbe[8]
- Hafid Bouazza[5]